# 柳井站
柳井站（日语：／ Yanai eki */?）是位於山口縣柳井市中央二丁目，西日本旅客鐵道（JR西日本）山陽本線的車站。

## 歷史
- 1897年（明治30年）9月25日 - 山陽鐵道 廣島站至德山站之間開通，此站啟用，當時車站名為柳井津站。
- 1906年（明治39年）12月1日 - 山陽鐵道國有化（日语：鉄道国有法），成為官設鐵道車站。
- 1909年（明治42年）10月12日 - 制定路線名稱。成為山陽本線車站。
- 1929年（昭和4年）4月20日 - 車站改名為柳井站。
- 1934年（昭和9年）12月1日 - 現時岩德線，麻里布站（現時為岩國站）至周防高森站至櫛濱站之間全線開通，編入為山陽本線。而本來山陽本線麻里布站至柳井站至櫛濱站之間成為柳井線，此站也同時成為柳井線車站。
- 1944年（昭和19年）10月11日 - 柳井線全線成為雙線鐵路，再次編入為山陽本線。使此站再次成為山陽本線車站。而1934年編入成為山陽本線區間均名為岩德線。
- 1964年（昭和39年）7月25日 - 包含此站在內，山陽本線橫川站至小郡站（現時為新山口站）直流電氣化（同時全線電氣化）。
- 1975年（昭和50年）3月10日 - 隨著山陽新幹線岡山站至博多站之間開業，此站的特急・急行列車只剩下夜行列車。
- 1984年（昭和59年）1月1日 - 結束貨物起卸業務。車站南邊設有棚車貨物專用月台。
- 1987年（昭和62年）
  - 3月31日 - 再次開始貨物起卸業務。但是，再次開始業務是以為了將來貨物設備開發作準備，當時還未設有貨物設備。
  - 4月1日 - 伴隨國鐵分割民營化，車站由西日本旅客鐵道（JR西日本）營運。
- 1997年（平成9年）11月1日 - JR貨物車站廢止。
- 2009年（平成21年）3月14日 - 實施時間表修正，於此站停站的夜行優等列車全部廢止，只有普通列車（部分班次為快速列車前往岩國站或廣島站）停站。
- 2015年（平成27年）7月22日 - 設置自動售票機HT50（藍及紅色各1台）。（但是不支援IC卡。）
- 2016年（平成28年）
  - 2月6日 - Kiosk結業。
  - 3月1日 - 7-11 土產街道開業。

現時，TWILIGHT EXPRESS 瑞風在部分時段停站。在停站時，於閘口附近會設有當地商品進行販賣。
- 2018年（平成30年）
  - 7月6日 - 發生2018年7月西日本豪雨使車站暫停服務。
  - 7月17日 - 岩國站至此站之間重開[2]。
  - 9月9日 - 此站至下松站之間重開[3]。
  - 9月29日 - 受颱風潭美影響，光站至下松站之間泥沙流入路軌，使此站至下松站之間再次停運[4]。
  - 10月13日 - 此站至下松站之間重開[5][6]。
- 2019年（平成31年）
  - 2月28日 - 當日起綠色窗口結束營業[7]。
  - 3月1日 - 綠色售票機+（日语：みどりの券売機）開始使用[7]。

## 車站構造
車站是一座地面車站，設有3面4線的混合式月台。當中3、4號月台為島式月台。車站大樓位於1號月台側，各月台設有跨線橋連接。在櫃臺附近設有電視屏幕顯示列車延遲情況等資訊（與JR西日本列車運行資訊同款）。（曾經設有全彩列車出發資訊牌。）
此站由德山地域鐵道部管理，為直營車站，管理山陽本線大畠站、柳井港站、田布施站、岩田站4站。

### 月台
| 月台    | 路線      | 上下行 | 方向           | 備註                |
| ------- | --------- | ------ | -------------- | ------------------- |
| 1、3    | ■山陽本線 | 上行   | 岩國、廣島方向 | 部分列車使用3號月台 |
| 3、4、5 | ■山陽本線 | 下行   | 德山、防府方向 |                     |

1號月台為上行本線，3號月台為上下行共用待避線，4號月台為下行本線，5號月台為下行副本線。除了貨物列車等待列車通過或從此站出發的列車外，均使用1和4號月台。在1和3號月台之間，設有沒有月台的中線（2號月台）。
此站設有夜間停泊列車。
車站內設有Kiosk（但是不可使用ICOCA與交通系IC卡），和投幣式儲物櫃。

### 售票機
此站設有三台售票機，一台可購買新幹線乘車票的綠色售票機（綠色）、多功能售票機（紅色）與只有部分功能的售票機（藍色）。
綠色售票機可使用信用卡。多功能售票機在購買定期票時可以使用信用卡。
岩國站也有設置這此售票機在，現時柳井站不可使用ICOCA，以及其他互相使用的IC卡，但是在2022年春季預計可以使用ICOCA。

## 使用狀況
以下為近年1日平均乘車人次列表：
| 乘車人次變化 | 乘車人次變化    |
| 年度         | 1日平均乘車人次 |
| ------------ | --------------- |
| 1999         | 2,746           |
| 2000         | 2,612           |
| 2001         | 2,519           |
| 2002         | 2,479           |
| 2003         | 2,429           |
| 2004         | 2,423           |
| 2005         | 2,374           |
| 2006         | 2,286           |
| 2007         | 2,198           |
| 2008         | 2,261           |
| 2009         | 2,169           |
| 2010         | 2,129           |
| 2011         | 2,172           |
| 2012         | 2,149           |
| 2013         | 2,137           |
| 2014         | 2,016           |
| 2015         | 2,023           |
| 2016         | 1,971           |
| 2017         | 1,913           |
| 2018         | 1,828           |

## 車站周邊
車站只有北邊出口。並設有行人隧道連接南邊。

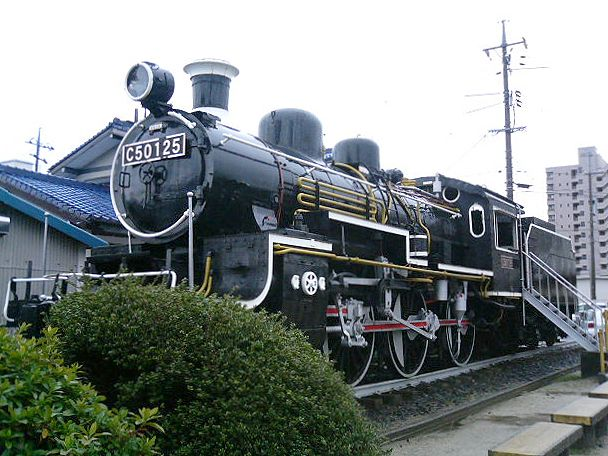
在車站南邊的兒童公園中設有C50 125

曾經在車站南邊設有柳井機關區，當中停泊了D51形或D52形等車輛，為一座中等規模的機車區。在1972年（昭和47年）前，使用C50形用作替換作業。隨後在機車區廢止後成為編組場，在1996年（平成8年）編組場的路軌撤走，並進行開發項目，在遺址興建了購物商場及古開作兒童公園，在公園中保存了當年在機車區經常使用的C50 125。
北邊設有「白壁之町並」為重要文化財產。

### 北邊
- 山口花鄉（日语：やまぐちフラワーランド）（轉乘巴士乘坐9分鐘）
- 柳井郵局（日语：柳井郵便局）
- 廣島銀行柳井分店
- 山口銀行柳井分店
- 東山口信用金庫（日语：東山口信用金庫）柳井分店

### 南邊
- Mr Max柳井購物中心
- 柳井市政廳
- youme Town（日语：ゆめタウン）柳井
- EDION（日语：エディオン）柳井店
- 山口銀行柳井南分店
- 西京銀行（日语：西京銀行）柳井分店
- 東山口信用金庫柳井南分店

## 巴士路線
所有巴士路線均由防長交通營運。設有前往柳井市內、平生、上關、德山、周防大島方向的路線。
1號月台
- 快速 周東醫院前－平生－江之浦－ 室積－光市政廳前－光站前－下松站前－櫛濱站前－德山站方向
- 周東醫院前－平生－佐賀東－脇之濱－上關方面向
- 周東醫院前－AEON Town平生－佐賀東－脇之濱－上關方向
- 周東醫院前－大野中村－佐賀東－脇之濱方面

2號月台
- 柳井港－大畠站－東瀨戶－三蒲－周防椋野－宗光－綜合廳舍前－久賀－周防八幡方向

3號月台
- 柳井醫療中心前－阿月－宇積－相之浦－池之浦

4號月台
- 周東醫院前－柳井站前－國清－田尻
- 大屋東－柳井站前－周東醫院前－十三割－平生－櫻町－AEON Town平生方向
- 大屋東－柳井站前方向
- 周東醫院前－坂本醫院－本町－田布施站前

5號月台
- 周東醫院前－柳井站前－國清－長野－宮原－久可地
- 周東醫院前－柳井站前－國清－長野－宮原－大之口－國清－柳井站前－周東醫院前
- 周東醫院前－柳井站前－柳井港－大畠站－宮峠－大里－大原
- 周東醫院前－柳井站前－柳井港－大畠站－神代濱－大里－大原－割石－國清－柳井站前－周東醫院前

## 車站便當
站內設有便當販賣商「水了軒」（曾經在大阪站等設有水了軒分店，後來分拆成為獨立公司。與和歌山站的和歌山水了軒為不同公司），販賣幹咖哩（Dry Curry）。後來由於銷量下降，使於車站的銷售點結業，剩下只準備幕之內便當，供臥鋪特急的車內販賣的特別營業方式。
該營業方式在2009年（平成21年）3月14日時間表條正中，由於並沒有臥鋪特急停柳井站，因此該營業方式也終止。

## 相鄰車站
西日本旅客鐵道
■山陽本線
柳井港－柳井－田布施

## 注腳
1. ↑  .   [2020-03-29]. （原始内容存档于2020-03-29）.
2. ↑   (PDF). 西日本旅客鉄道広島支社. 2018-07-13  [2018-07-13]. （原始内容 (PDF)存档于2018-07-13）.
3. ↑  . 產經WEST. 2018-08-22. （原始内容存档于2018-09-08）.
4. ↑  . 朝日新聞Digital. 2018-09-30. （原始内容存档于2018-09-30）.
5. ↑  . 乘車新聞. 2018-10-10  [2018-10-13]. （原始内容存档于2018-10-10）.
6. ↑  . Respond. 2018-10-10  [2018-10-13]. （原始内容存档于2018-10-11）.
7. 1 2  . 中國新聞. 2019-02-20  [2019-03-12]. （原始内容存档于2019-03-12）.
8. ↑  柳井駅 （页面存档备份，存于） - JRおでかけネット
9. ↑  .   [2020-03-29]. （原始内容存档于2020-04-23）.
10. ↑  山口縣統計年鑑

## 外部連結
- 柳井｜車站資訊：JR出門網 - 西日本旅客鐵道